# Павлиново (деревня, Калужская область)
Павли́ново — деревня в Спас-Деменском районе Калужской области России. Входит в состав сельского поселения «Село Павлиново».

## География
Деревня находится в западной части Калужской области, в зоне хвойно-широколиственных лесов, в пределах Барятинско-Сухиничской равнины, к югу от железнодорожной линии Смоленск — Сухиничи, на расстоянии примерно 19 км (по прямой) к северо-западу от города Спас-Деменск, административного центра района, и 163 км к юго-западу от города Калуга, административного центра области.

### Часовой пояс
Деревня Павлиново, как и вся Калужская область, находится в часовой зоне МСК (московское время). Смещение применяемого времени относительно UTC составляет +3:00.

## Население
| 2002 | 2007 | 2010 |
| ---- | ---- | ---- |
| 79   | ↗80  | ↘71  |

## Улицы
- пер. Липовый,
- ул. Садовая,
- ул. Центральная.

## Инфраструктура
В деревне работает местный филиал ГБУ КО «Спас-Деменский дом-интернат для престарелых и инвалидов».

## Транспорт
В 1 км от деревни, в селе Павлиново, располагается одноимённая станция и остановка общественного транспорта «Павлиново».

## Достопримечательности
В деревне находится ныне не действующий Храм Пресвятой Богородицы, возле которого расположено кладбище.